# Bethanie (North West)
Bethanie ist ein Ort in der Gemeinde Rustenburg im Distrikt Bojanala Platinum, etwa 60 km nordwestlich von Pretoria, in der Provinz Nordwest in Südafrika. Seinen Namen hat der Ort nach dem biblischen Bethanien, an dem Jesus Christus getauft wurde. Der Ort wurde 1864 von der Hermannsburger Mission als Missionsstation gegründet.

## Geschichte
In der Mitte des 19. Jahrhunderts lebte auf der Farm Losperfontein nahe der Ortschaft Brits eine Gruppe der Bakwena ba Mogopa. Im November 1864 traf hier der Hermannsburg-Missionar Wilhelm Behrens (sen.) ein. Zu dieser Zeit gehörte die Farm Tjaart Kruger, einem jüngeren Bruder Paul Krugers. Die Missionsgesellschaft erwarb zusammen mit den Ortsbewohnern das zwei Jahre später zum Verkauf stehende Anwesen und benannte es in Bethanien um.

### Kirche
Nach ihrer Ankunft begannen die Missionare mit der Errichtung eines einfachen Kirchengebäudes aus Wattle-Geflecht in Lehmbauweise. Ein erstes massives Kirchengebäude aus Ziegeln entstand 1867 in der Größe von 18 × 7 Metern. Den heute noch frei stehenden Glockenturm errichtete die Station über 10 Jahre später. Mit der an Mitgliedern wachsenden Kirchgemeinde kam die Frage nach einem Erweiterungsbau oder einem Neubau auf.
Schließlich beschloss man den Bau einer Kirche mit 550 Quadratmetern Fläche und einem kreuzförmigen Grundriss. Damit wuchs der Kirchenraum auf das Vierfache des bisherigen Gebäudes. Als planenden und bauüberwachenden Architekten engagierte die Gemeinde J. F. Kroll aus Pretoria. Sein Entwurf griff neoklassische Stilelemente auf. Als eine eigenwillige Variante des Gesamtentwurfs wird die Position des Kirchturmes an der östlichen Seite des Baukörpers gesehen, quasi der Abschluss des Querschiffes.
Die Bauarbeiten begannen am 3. Mai 1891 unter Beteiligung von zwei deutschen Maurern und am 7. Mai erfolgte die Grundsteinlegung. Die Arbeiten gingen zügig voran, so dass am 18. Mai 1892 die Weihe des Kirchengebäudes erfolgen konnte.